# Чево
Чево (итал. Cevo) — коммуна в Италии, располагается в провинции Брешиа области Ломбардия.
Население составляет 969 человек (2008 г.), плотность населения составляет 28 чел./км². Занимает площадь 35 км². Почтовый индекс — 25040. Телефонный код — 0364.
Покровителем коммуны почитается святой Вигилий из Тренто, празднование 26 июня.

## Демография
Динамика населения:

## Города-побратимы
- Треццо-суль-Адда, Италия

## Администрация коммуны
- Официальный сайт: http://www.comune.cevo.bs.it/